# Sisjöns skjutfält
Sisjöns skjutfält är ett militärt övnings- och skjutfält som är beläget sydvästra delen av Mölndals kommun.

## Historik
Skjutfältet anlades och togs i drift 1957 för att tillfredsställa det nyuppsatta Göteborgs luftvärnskår (Lv 6), vilka vid denna tidpunkt var förlagda i ett kasernetablissement som sedan 1960-talet är Högsbo sjukhus. När luftvärnskåren 1994 omlokaliseras till Halmstads garnison tog Älvsborgs kustartilleriregemente (KA 4) över fältet och blev dess primära brukare. Efter Älvsborgs amfibieregementes nedläggning 2004, förvaltas skjutfältet av Skaraborgs regemente (P 4) i Skövde, fram till 2021 då Älvsborgs amfibieregemente återetablerades.

## Verksamhet
Fältet används i dagsläget främst av enheterna inom Göteborgs garnison.